# 포항 남구의 행정 구역
포항시 남구의 행정 구역은 3개 읍, 4개 면, 7개 행정동으로 구성되어 있다. 면적은 393.02이며, 인구는 2012년 6월 1일을 기준으로 94,572세대, 253,670명이다.

## 행정 구역
| 행정동   | 한자     | 면적   | 세대   | 인구    | 행정 구역 |
| -------- | -------- | ------ | ------ | ------- | --------- |
| 구룡포읍 | 九龍浦邑 | 45.17  | 5,079  | 11,191  |           |
| 연일읍   | 延日邑   | 36.07  | 11,188 | 34,105  |           |
| 오천읍   | 烏川邑   | 70.5   | 16,126 | 43,783  |           |
| 대송면   | 大松面   | 32.62  | 2,459  | 6,012   |           |
| 동해면   | 東海面   | 43.62  | 4,836  | 12,979  |           |
| 장기면   | 長鬐面   | 100.27 | 2,624  | 5,680   |           |
| 호미곶면 | 虎尾串面 | 20.43  | 1,230  | 2,672   |           |
| 상대동   | 上大洞   | 3.44   | 12,227 | 30,637  |           |
| 해도동   | 海島洞   | 1.94   | 10,894 | 25,746  |           |
| 송도동   | 松島洞   | 1.86   | 7,864  | 19,512  |           |
| 청림동   | 靑林洞   | 6.74   | 3,191  | 7,959   |           |
| 제철동   | 製鐵洞   | 19.56  | 1,535  | 3,633   |           |
| 효곡동   | 孝谷洞   | 5.86   | 8,917  | 29,495  |           |
| 대이동   | 大梨洞   | 4.94   | 6,402  | 20,266  |           |
| 남구계   |          | 393.02 | 94,572 | 253,670 |           |

## 하위 행정구역

### 읍·면
| 읍·면               | 관할 법정리 |
| ------------------- | --- |
| 구룡포읍 (九龍浦邑) | 구룡포리, 삼정리, 석병리, 놀태리, 후동리, 병포리, 하정리, 장길리, 구평리, 성동리                                                                               |
| 연일읍 (延日邑)     | 오천리, 생지리, 괴정리, 동문리, 인주리, 택전리, 중단리, 중명리, 우복리, 유강리, 자명리, 학전리, 달전리                                                         |
| 오천읍 (烏川邑)     | 문덕리, 광명리, 세계리, 용덕리, 원리, 구정리, 용산리, 문숭리, 항사리, 갈평리, 진전리                                                                           |
| 대송면 (大松面)     | 남성리, 제내리, 송동리, 옥명리, 공수리, 장동리, 흥계리, 대각리, 상여리                                                                                         |
| 동해면 (東海面)     | 도구리, 신정리, 금광리,약전리, 석리, 음곡리, 입암리, 상정리, 중산리, 공단리, 고당리, 마산리, 중흥리, 흥환리, 발산리                                            |
| 장기면 (長鬐面)     | 읍내리, 임중리, 신창리, 양포리, 계원리, 두원리, 수성리, 산서리, 방산리, 대곡리, 정천리, 신계리, 약곡리, 약계리, 서촌리, 마현리, 금곡리, 영암리, 대진리, 도포리 |
| 호미곶면 (虎尾串面) | 대보리, 구만리, 대동배리, 강사리 |

### 동
| 행정동          | 설명            | 법정동          | 설명 |
| --------------- | --------------- | --------------- | ---- |
| 대이동 (大梨洞) |                 | 대잠동 (大岑洞) |      |
| 대이동 (大梨洞) | 이동 (梨洞)     |                 |      |
| 상대동 (上大洞) |                 | 상도동 (上島洞) |      |
| 상대동 (上大洞) | 대도동 (大島洞) |                 |      |
| 송도동 (松島洞) |                 | 송도동 (松島洞) |      |
| 제철동 (製鐵洞) |                 | 송내동 (松內洞) |      |
| 제철동 (製鐵洞) | 송정동 (松亭洞) |                 |      |
| 제철동 (製鐵洞) | 괴동동 (槐東洞) |                 |      |
| 제철동 (製鐵洞) | 동촌동 (東村洞) |                 |      |
| 제철동 (製鐵洞) | 장흥동 (長興洞) |                 |      |
| 제철동 (製鐵洞) | 인덕동 (仁德洞) |                 |      |
| 제철동 (製鐵洞) | 호동 (虎洞)     |                 |      |
| 청림동 (靑林洞) |                 | 청림동 (靑林洞) |      |
| 청림동 (靑林洞) | 일월동 (日月洞) |                 |      |
| 해도동 (海島洞) |                 | 해도동 (海島洞) |      |
| 효곡동 (孝谷洞) |                 | 효자동 (孝子洞) |      |
| 효곡동 (孝谷洞) | 지곡동 (芝谷洞) |                 |      |

## 역사
- 1995년 1월 1일 국회의원 선거구 포항시 남구에 해당하는 지역을 관할로 남구가 신설되었다.[2]

| 시조례 제10호 구설치와관할구역에관한조례 | |
| 구 행정구역 | 신 행정구역(읍·면·행정동) |
| 포항시 대이동, 상대1동, 상대2동, 송도동, 제철동, 청림동, 해도1동, 해도2동, 효곡동 영일군 구룡포읍, 연일읍, 오천읍, 대보면, 대송면, 동해면, 장기면 | 포항시 남구 대이동, 상대1동, 상대2동, 송도동, 제철동, 청림동, 해도1동, 해도2동, 효곡동, 구룡포읍, 연일읍, 오천읍, 대보면, 대송면, 동해면, 장기면 |
- 2009년 1월 1일 상대1동과 상대2동을 상대동으로, 해도1동과 해도2동을 해도동으로 통합하였다.[3]

| 시조례 제905호 행정운영동·리의설치및동·리장정수조례 |                            |
| 구 행정구역(행정동)                                 | 신 행정구역(행정동)        |
| 포항시 남구 상대1동, 상대2동, 해도1동, 해도2동      | 포항시 남구 상대동, 해도동 |
- 2010년 1월 1일 대보면을 호미곶면으로 개칭하였다.[4]
- 2012년 4월 17일 포항야구장 내에 있는 신 청사로 이전하였다.